# Copa djiboutiana de futbol
La Copa djiboutiana de futbol, oficialment Coupe de Djibouti o Coupe du 27 Juin, és la principal competició futbolística per eliminatòries de Djibouti.

## Historial
Font:
| Temporada | Campió                           | Resultat      | Finalista                        |
| --------- | -------------------------------- | ------------- | -------------------------------- |
| 1983      | AS Port                          |               | BIS                              |
| 1984-1987 | desconegut                       | desconegut    | desconegut                       |
| 1988      | AS Port                          | 0-0 (4-3 p)   | ACPM Djibouti                    |
| 1989      | AS Port                          | 4-2           | Chemin de Fer Djibouto-Ethiopien |
| 1990      | AS Port                          |               |                                  |
| 1991      | AS Aéroport                      | 2-1           | AS Port                          |
| 1992      | AS Compagnie Djibouti-Ethiopie   | 4-3           | AS Etablissements Marill         |
| 1993      | Force Nationale Securité         |               | ONED Djibouti                    |
| 1994      | FC Balbala                       | 0-0 (5-4 p)   | AS Ali Sabieh Djibouti Télécom   |
| 1995      | FC Balbala                       |               |                                  |
| 1996      | FC Balbala                       |               |                                  |
| 1996-97   | Forces Armées Djiboutiennes      |               |                                  |
| 1997-98   | Force Nationale de Police        |               |                                  |
| 1998-99   | AS Boreh                         |               |                                  |
| 1999-00   | AS Port                          |               |                                  |
| 2000-01   | Chemin de Fer Djibouto-Ethiopien |               |                                  |
| 2001-02   | Jeunesse Espoir                  |               | Chemin de Fer Djibouto-Ethiopien |
| 2002-03   | AS Boreh                         | 1-1 (5-4 p)   | AS Ali Sabieh Djibouti Télécom   |
| 2003-04   | Chemin de Fer Djibouto-Ethiopien | 6-2           | AS Boreh                         |
| 2004-05   | Poste de Djibouti                | 2-0           | AS Port                          |
| 2005-06   | AS Ali Sabieh Djibouti Télécom   | 3-0           | AS Gendarmerie Nationale         |
| 2006-07   | Société Immobiliére de Djibouti  | 1-1 (4-3 p)   | AS CDE-Colas                     |
| 2007-08   | AS CDE-Colas                     | 1-1 (4-3 p)   | Guelleh Batal Garde Républicaine |
| 2008-09   | Guelleh Batal Garde Républicaine | 0-0 (13-12 p) | AS Ali Sabieh Djibouti Télécom   |
| 2009-10   | AS Port                          | 3-2           | Guelleh Batal Garde Républicaine |
| 2010-11   | AS Port                          | 2-0           | AS Ali Sabieh Djibouti Télécom   |
| 2011-12   | Guelleh Batal Garde Républicaine | 2-1           | AS Ali Sabieh Djibouti Télécom   |
| 2012-13   | AS Port                          | 1-1 (4-3 p)   | AS Ali Sabieh Djibouti Télécom   |
| 2013-14   | AS Tadjourah                     | 1-1 (5-4 p)   | Guelleh Batal Garde Républicaine |
| 2014-15   | Guelleh Batal Garde Républicaine | 2-0           | AS Port                          |
| 2015-16   | AS Ali Sabieh Djibouti Télécom   | 1-1 (4-2 p)   | FC Dikhil                        |
| 2016-17   | AS Gendarmerie Nationale         | 0-0 (7-6 p)   | Guelleh Batal Garde Républicaine |
| 2017-18   | AS Ali Sabieh Djibouti Télécom   | 1-0           | Bahache/Université de Djibouti   |
| 2018-19   | AS Arta/Solar7                   | 0-0 (3-0 p)   | AS Gendarmerie Nationale         |
| 2019-20   | AS Arta/Solar7                   | 1-0           | AS Ali Sabieh Djibouti Télécom   |
| 2020-21   | AS Arta/Solar7                   | 0-0 (4-3 p)   | FC Dikhil                        |
| 2021-22   | AS Arta/Solar7                   | 3-1           | AS Ali Sabieh Djibouti Télécom   |
| 2022-23   | AS Arta/Solar7                   | 3-0           | Guelleh Batal Garde Républicaine |
| 2023-24   |                                  |               |                                  |